# Стадник, Александр Борисович
Алекса́ндр Бори́сович Ста́дник (22 апреля 1953) — российский архитектор, художник.

## Биография
В 1975 году окончил архитектурный факультет Ростовского инженерно-строительного института (специальность — «Архитектура»). После окончания РИСИ работал в проектных институтах «Промстройниипроект» и «Гражданпроект». В 1990 году открыл в Ростове-на-Дону собственную архитектурную мастерскую.
Возглавляет архитектурную секцию в обществе охраны памятников в Ростове-на-Дону.
В 2012 году выступил с проектом реконструкции Парамоновских складов и создании на их базе Ростовского музея современного искусства.

## Выставочные проекты
- 2010 — «Концептуализм: здесь и там». Южно-российская биеннале современного искусства. МСИИД, Ростов-на-Дону[3].
- 2010 — Монумент «Трава». Южно-российская биеннале современного искусства. Площадь перед Донской государственной библиотекой, Ростов-на-Дону.[1]
- 2012 — Фестиваль современного искусства «2012». Ростовский областной музей изобразительных искусств, Ростов-на-Дону.[1]